# Maine-et-Loire
Maine-et-Loire là một tỉnh của Pháp, thuộc vùng hành chính Pays de la Loire, tỉnh lỵ Angers, bao gồm 4 quận với các quận lỵ còn lại là: Cholet, Saumur, Segré.